# Бурдиляк Сергій Анатолійович
Сергій Анатолійович Бурдиляк (18 квітня 1965, Львів — 16 березня 2023, Київ) — український дипломат. Надзвичайний і Повноважний Посол України в Ісламській Республіці Іран (2015—2022). Надзвичайний і Повноважний Посланник першого класу (2016).

## Життєпис
Народився 18 квітня 1965 року у м. Львів. 1998 року закінчив Дипломатичну академію Міністерства закордонних справ України.
З травня 1994 року працював в системі Міністерства закордонних справ України в Управлінні країн Азії і Тихоокеанського регіону, Близького і Середнього Сходу та Африки, направлявся в закордонні відрядження до Посольства України в Китайській Народній Республіці.
З серпня 2009 року до березня 2014 року — Генеральний консул України в Шанхаї.
З липня 2014 року — Посол з особливих доручень Департаменту країн Азіатсько-Тихоокеанського регіону МЗС України.
З 8 грудня 2015 до 24 червня 2022 року — Надзвичайний і Повноважний Посол України в Ісламській Республіці Іран.